# Dự luật PROTECT IP
Dự luật ngăn ngừa các mối đe dọa có thực trực tuyến đối với sáng tạo kinh tế và đánh cắp sở hữu trí tuệ 2011 (tiếng Anh: Preventing Real Online Threats to Economic Creativity and Theft of Intellectual Property Act of 2011), viết tắt Dự luật PROTECT IP ("Dự luật Bảo vệ quyền sở hữu trí tuệ") hoặc PIPA, còn được gọi Senate Bill 968, là một dự luật đang được tranh cãi trong Thượng viện Hoa Kỳ nhằm mục đích bổ sung thêm khả năng cho Chính phủ liên bang và các chủ sở hữu quyền tác giả để kiểm soát truy cập "các website chuyên dụng để vi phạm bản quyền hoặc có hàng giả", nhất là các website được đăng ký ở ngoài Hoa Kỳ. Dự luật được Thượng nghị sĩ Patrick Leahy (D-VT) giới thiệu ngày 12 tháng 5 năm 2011 cùng với một nhóm lưỡng đảng gồm 11 người ký đồng ủng hộ. Văn phòng Ngân sách Quốc hội Hoa Kỳ ước lượng rằng việc thi hành dự luật này sẽ mất 47 triệu Mỹ kim đối với Chính phủ liên bang cho đến 2016, vì các chi phí thực thi luật pháp và mướn dạy 22 đặc vụ và 26 nhân viên hỗ trợ. Ủy ban Tư pháp Thượng viện Hoa Kỳ thông qua dự luật, nhưng Thượng nghị sĩ Ron Wyden (D-OR) cầm giữ dự luật để hoãn cuộc biểu quyết về nó.
Dự luật PROTECT IP là bản viết lại của Dự luật Chiến đấu vi phạm và hàng giả trực tuyến (COICA), dự luật đó bị thất bại năm 2010. Bản tương ứng trong Hạ viện, Dự luật Đình chỉ hoạt động vi phạm bản quyền trực tuyến (SOPA), được giới thiệu ngày 26 tháng 10 năm 2011.
Lãnh tụ đa số trong
Thượng viện, Harry Reid, đã dự định biểu quyết về dự luật ngày 24 tháng 1 năm 2012.